# شاگرد توانا (فیلم)
شاگرد توانا (به انگلیسی: Apt Pupil) فیلمی ۱۱۱ دقیقه‌ای به کارگردانی برایان سینگر با بازی ایان مک کالن محصول کشور ایالات متحده آمریکا است.